# Lý Hiển Dương
Lý Hiển Dương (sinh ngày 24 tháng 9 năm 1957) là một giám đốc kinh doanh và chính trị gia người Singapore, con trai út của cố thủ tướng đầu tiên Lý Quang Diệu và là em trai của thủ tướng thứ ba Lý Hiển Long. Trước đây ông từng là quân nhân với cấp hàm Chuẩn tướng thuộc Lực lượng Vũ trang Singapore, sau đó là Tổng Giám đốc của SingTel từ năm 1995 đến năm 2007, và Chủ tịch kiêm Giám đốc Điều hành Fraser và Neave từ năm 2007 đến năm 2013.  Ông từng là Chủ tịch của Cơ quan Hàng không dân dụng Singapore từ năm 2009 đến năm 2018 (CAAS).

## Giáo dục
Lý Hiển Dương theo học đại học ở Trinity College, Anh và tốt nghiệp hạng ưu với 2 bằng kỹ sư và cử nhân khoa học. Sau đó, ông tiếp tục theo học thạc sĩ về quản lý ở Đại học Stanford.

## Sự nghiệp
Lý Hiển Dương từng phục vụ với cấp hàm chuẩn tướng trong quân đội Singapore. Sau kết thúc sự nghiệp trong quân đội, ông được bổ nhiệm phó chủ tịch của tập đoàn viễn thông Singtel vào năm 1994. Sau đó, ông trở thành CEO của tập đoàn này vào tháng 5 năm 1995 và giữ vị trí này đến tháng 3 năm 2007. Sau khi rời Singtel, ông trở thành Chủ tịch kiêm Giám đốc Điều hành Fraser and Neave từ năm 2007 đến 2013..
Ngày 1 tháng 7 năm 2009, Lý Hiển Dương được bổ nhiệm làm chủ tịch của Cơ quan Hàng không dân dụng Singapore. Ngày 01 tháng 7 năm 2018, Lý Hiển Dương thông báo từ chức.

## Tham gia chính trị
Ngày 24 tháng 6 năm 2020, ông Dương tham gia Đảng Tiến bộ Singapore (Progress Singapore Party, PSP) do cựu thành viên quốc hội Singapore, bác sĩ Trần Thanh Mộc (Tan Cheng Bock) thành lập. Đảng Tiến bộ là một trong những đảng đối lập với đảng Hành động nhân dân hiện đang điều hành chính phủ Singapore. PAP hiện đang được dẫn dắt bởi anh trai ông Lý Hiển Dương, thủ tướng Lý Hiển Long.